# Baranówka (rejon tarnopolski)
Baranówka – wieś na Ukrainie w rejonie tarnopolskim należącym do obwodu tarnopolskiego.
W II Rzeczypospolitej miejscowość w powiecie brzeżańskim województwa tarnopolskiego.
W latach 1943–1944 nacjonaliści ukraińscy z OUN-UPA zamordowali tutaj 11 Polaków.
W czasie okupacji niemieckiej mieszkająca w Baranówce polska rodzina Szymańskich udzielała pomocy Żydom. W 1991 roku Instytut Jad Waszem uhonorował małżeństwo Marcina i Rozalię Szymańskich oraz ich córkę Annę tytułami Sprawiedliwych wśród Narodów Świata.
Część polskich mieszkańców Baranówki została przesiedlona do Racławic Śląskich koło Prudnika w 1945.
Do 2020 w rejonie brzeżańskim.